# Мощенко, Владимир Николаевич
Владимир Николаевич Мощенко (род. 16 марта 1932, Артёмовск Донецкой области, УССР, СССР) — русский писатель, поэт, прозаик, переводчик, журналист.

## Биография
Родился в семье железнодорожника. В детстве жил в Донбассе и в эвакуации в Джезказгане. Учился на факультете журналистики Харьковского университета. Окончил Литературный институт (семинар Владимира Соколова, 1963), высшую партийную школу при ЦК КПСС (1971) и высшие академические курсы МВД СССР (1980).
Работал в газете «Комсомолец Донбасса» (1952—1954), служил в армии в Нахичевани-на-Араксе, работал в окружной военной газете в Тбилиси «Ленинское знамя» (1957—1966), был командирован на два года в Будапешт. Затем был редактором в издательстве «Донбасс» (1966—1967), заведовал сектором информации Донецкого обкома КП Украины (1967—1969). В Москве начальник отдела МВД СССР, полковник милиции (1971—1983). Член Союза писателей СССР с 1972 года. Шахматист, был дружен с гроссмейстером Сало Флором. Джазмен. В романе его друга В. Аксёнова «В поисках грустного бэби» — фанатик джаза. Был членом КПСС (1962—1990).
```
Однажды (кстати, отрекомендовал нас друг другу в Тбилиси ещё в 1959-м 
Александр Межиров
), этот интеллектуальный незнакомец ошеломляюще предстал передо мной в милицейских погонах. Тогда я ещё не знал, что он выпускник и Высших академических курсов МВД, и Высшей партийной школы, а тут уже и до советского Джеймса Бонда недалеко. Никак я не мог осознать, что под погонами одного человека может соединиться столько благоговейностей — к любви, к поэзии, к музыке, к шахматам, к Грузии, к Венгрии, к христианству и, что очень важно, к человеческим дружбам. Ведь чем-чем, а стихами не обманешь. Ну, матушка Россия, чем ещё ты меня будешь удивлять?! <…> Может быть, первый раз я увидел воистину пушкинского русского человека, способного соединить в душе разнообразие стольких одновременных влюблённостей, хотя многих моих современников и на одну-то влюблённость в кого-нибудь или хотя бы во что-нибудь не хватало. (
Евгений Евтушенко
)
[
1
]
.
```

Редактор русского отдела в журнале «Идише гас» («Еврейская улица», 1989—1996). Член редколлегии журнала «Русский еврей» (с 1997). Член Русского ПЕН-центра, в январе 2017 г. вышел из него, передав заявление: «В исполком Московского ПЕН-центра. Прежде чем стать членом нашей организации, я имел долгие беседы о ней с моими друзьями — Александром Ткаченко и Аркадием Аркановым. ПЕН стал для меня чем-то родным и близким. Я и подумать не мог, что наступит срок, когда исполком Московского ПЕНа столь демонстративно предаст забвению Хартию Международного ПЕН-клуба. Увы, но, придя в себя после болезни, я вынужден с горчайшим чувством заявить о выходе из Российского ПЕН-центра. Владимир Мощенко». Член организации ПЭН-Москва.
Живёт в Кордове.

## Творчество
Впервые напечатал стихи в «Литературной газете» в 1956 году. Вошёл в литературную среду в Тбилиси 1960-х годов. Затем в Москве.
Автор книг стихов и прозы, воспоминаний. Переводил грузинских, северокавказских, еврейских и чувашских поэтов (Галактион Табидзе, Симон Чиковани, Григол Абашидзе, Самуил Галкин и другие). Автор статей о джазе.
```
Он идёт, исходя из того, Что свобода − превыше всего, − И, победно звеня стременами, Сам не ведает, что у него Преимущество есть перед нами. (
А. Межиров
)
```

```
Поэзия Владимира Мощенко – акт художнического дара и детской Веры. Встреча с ней возвышает и просветляет. (
А. Ревич
)
```

```
Владимир Мощенко принадлежит к элите русской поэзии без надрыва и снобизма. (
Е. Рейн
)
```

```
Писательство Вл. Мощенко пропитано поклонением высшему из искусств — музыке и, собственно, само есть почти музицирование. (
А. Кабаков
)
```

## Награды
Медали «За доблестный труд», «За мужество по охране обществ, порядка», «За выслугу лет» 2-й и 3-й степени.

## Сочинения
- Навстречу ветру. Стихи. — Тбилиси, 1962.
- Древо. Стихи. — Донецк, 1969.
- Солнце и снега. Стихи. — Донецк, 1970.
- Зелёная ночь. Стихи. — М., 1976.
- Родословная звука. Стихи и переводы. — Чебоксары, 1984 (то же: М., 1996).
- Воспоминания о дилижансе. Стихи. — М.: Интер-Весы, 1990.
- Незнакомый полустанок. — М., 1999.
- Вишнёвый переулок. — М.: Ладомир, 2001.
- Оползень. Стихи.
- Блюз для Агнешки. — М.: Зебра Е, 2007.
- Здравствуй, странник. Стихи. — М.: Зебра Е, 2011.
- Запёкшаяся капелька слезы // Дружба народов. — 2013. — № 9 (об А. Межирове).
- Сто стихотворений. — М.: Прогресс-Плеяда, 2014.
- Сало Флор. Горький чешский шоколад. — М.: Рипол Классик, 2015.
- Голоса исчезают — музыка остаётся. Роман. — М.: Рипол Классик, 2015.
- Последний рейс машиниста Новикова. Повесть // Дружба народов. — 2015. — № 10.
- Листопад всея Руси. Стихи. — М.: Кругъ, 2016